# Anamera similis
Anamera similis är en skalbaggsart som beskrevs av Stefan von Breuning 1938. Anamera similis ingår i släktet Anamera och familjen långhorningar.
Artens utbredningsområde är:
- Laos.
- Burma.

Inga underarter finns listade i Catalogue of Life.